# Bad Hair Day
Bad Hair Day er et album udgivet af Weird Al Yankovic i marts 1996.

## Numre
1. Amish Paradise
2. Everything You Know Is Wrong
3. Cavity Search
4. Callin' In Sick
5. The Alternative Polka
6. Since You've Been Gone
7. Gump
8. I'm So Sick Of You
9. Syndicated, Inc.
10. I Remember Larry
11. Phony Calls
12. The Night Santa Went Crazy.